# Guillem Cifré
Guillem Cifré Barrabín (Barcelona, 1952 - 16 de mayo de 2014) fue un historietista e ilustrador español. Habitual de diarios como El Mundo, El Periódico de Catalunya y Avui, donde publicó tiras cómicas e ilustró artículos de opinión y suplementos culturales, también trabajó en la ilustración de libros, el cartelismo y el diseño de portadas de discos, y participó en televisión (TVE, Canal +).

## Biografía
Hijo de Guillermo Cifré, aprendió a dibujar de su padre y otros miembros de la llamada «escuela Bruguera» (José Peñarroya, Escobar, Conti, Eugenio Giner).
Empezó su carrera en 1974 con la revista Mata Ratos, pasando después al cómic underground encarnado en revistas como Star o El Víbora. También trabajó para la revista Cairo.
Entre 1983 y 1986 colaboró en el programa Planeta imaginario de TVE.
Junto a Joan Navarro realizó el álbum Modernas y profundas (Complot, 1990). El tío del final, también con Joan Navarro, es una recopilación de tiras publicadas en Avui (2000-2003). Otro álbum suyo, Artfòbia, recopiló ilustraciones publicadas en el suplemento cultural del mismo diario.
Con el álbum de recopilación de ilustraciones Artfobia II, ganó en 2009 el Premio Nacional de Cómic de Cataluña. Ese mismo año participó en el Almanaque Ilustrado del Fin del Mundo, un álbum antológico de Edicions De Ponent. 

## Valoración crítica
La teórica Francisca Lladó Pol, en su clasificación de dibujantes y guionistas del denominado boom del cómic adulto en España, adscribe a Cifré a cierta tendencia surrealista, también representada por Josep Maria Beà y Luis García. Jesús Cuadrado, por su parte, ha destacado su "impromptu abrumador", mientras que Jordi Costa ha dicho de su estilo:

De línea angulosa y trazo sintético y radical, Guillem Cifré trasladó la herencia de su padre a un terreno de extrema experimentación gráfica, aunque, en su particular poética, donde lo onírico se imponía sobre lo cotidiano, seguían perviviendo las mecánicas tradicionales del gag. Su obra encarna hasta tal punto la especificidad del medio en que se creó que resulta inconcebible adaptarla a otro lenguaje: sus tiras de prensa y páginas de historieta son tebeo puro, frágil e incontestable a un tiempo.

En marzo de 2015, la revista cultural Tentacles dedicó un número monográfico a su obra.
En un artículo publicado en 2018, el guionista de historietas Felipe Hernández Cava considera a «Guillem Cifré y [...] Micharmut dos de los mayores genios de la historieta».

## Obras
- 2015, 101 acudits del senyor Ruc Onil: Edicions del Ponent, 2015. ISBN 9788415944317
- 2008, Artfòbia II Onil: Edicions De Ponent.
- 2005, Artfòbia Madrid: Sinsentido. ISBN 8495634546
- 2003, Historias de "El tío del final" Barcelona: Glenat. ISBN 848449389X
- 1990, Modernas y profundas Barcelona: Complot. ISBN 8477630224
- 1986, Guillem Cifré: metamorfosi plegable [Catàleg d'exposició] Barcelona: Fundación Caja de Pensiones.
- 1980, El Portafolio 2: Guillem Cifré Barcelona: El Portafolio.
- 1980, Zig Zag Ámsterdam: Real Free Press.